# بلدة شيريدان (مقاطعة هورون)
شيريدان، مقاطعة هورون (بالإنجليزية: Sheridan Township, Huron County, Michigan)‏ هي بلدة تقع بولاية ميشيغان في الولايات المتحدة. تبلغ مساحتها 93.7 (كم²)، وترتفع عن سطح البحر 231 م، بلغ عدد سكانها 736 نسمة في عام تعداد الولايات المتحدة 2000 حسب إحصاء مكتب تعداد الولايات المتحدة وتصل الكثافة السكانية فيها 7.9 نسمة/كم2.

## وصلات خارجية
- The US50 - Cities and Towns in Michigan State
- Michigan Cities and Towns, Facts, Map, Flag, Colleges, Government, and More